# Ribafeita
Ribafeita é uma povoação portuguesa sede da Freguesia de Ribafeita do Município de Viseu, freguesia com 18,59 km² de área e 1079 habitantes (censo de 2021), tendo, por isso, uma densidade populacional de 58 hab./km².
As povoações da freguesia são Casal, Covelas, Gumiei (em grafia antiga Gomiei), Lufinha, Lustosa, Ribafeita e Seganhos.

## Demografia
A população registada nos censos foi:
| Distribuição da População por Grupos Etários | Distribuição da População por Grupos Etários | Distribuição da População por Grupos Etários | Distribuição da População por Grupos Etários | Distribuição da População por Grupos Etários |
| -------------------------------------------- | -------------------------------------------- | -------------------------------------------- | -------------------------------------------- | -------------------------------------------- |
| Ano                                          | 0-14 Anos                                    | 15-24 Anos                                   | 25-64 Anos                                   | > 65 Anos                                    |
| 2001                                         | 201                                          | 211                                          | 733                                          | 316                                          |
| 2011                                         | 133                                          | 111                                          | 620                                          | 363                                          |
| 2021                                         | 79                                           | 82                                           | 458                                          | 460                                          |

## Património
- Igreja Matriz de Ribafeita
- Capela da Senhora do Calvário
- Capela de Santa Marta
- Capela de Santo António
- Capela de São Mamede
- Capela da Senhora dos Remédios
- Capela de Santa Bárbara
- Capela de Nossa Senhora da Conceição
- Capela de Santa Comba

## Personalidades ilustres
- Conde de Figueiredo Magalhães e Visconde de Gumiei

## Equipamentos
- Casa Memorial Rita Amada de Jesus
- Escola Básica 1º ciclo de Lustosa e Jardim de Infância de Ribafeita
- Centro Social Nossa Senhora das Neves
- Cemitério de Ribafeita

## Associativismo
- Associação Social, Cultural, Desportiva e Recreativa de Lustosa
- Associação Humanitária, Social e Recreativa da Freguesia de Ribafeita
- Associação Sócio-Cultural Desportiva e Recreativa de Gumiei